# 小行星3465
小行星3465（3465 Trevires）是一颗围绕太阳公转的小行星。1984年9月20日，亨利·德波鸿诺在拉西拉天文台发现了此天体。
这颗小行星的绝对星等为137.70502等。